# Ach, ten můj šéf!
Ach, ten můj šéf! (německy Vorzimmer zur Hölle) je německý romantický film z roku 2009 režírovaný Johnem Delbridgem.

## Děj
Juliane je recepční ve společnosti Winter Cosmetics. Jednoho dne zachrání kolegu a díky tomu ji generální ředitel Philip Richter jmenuje svojí svojí osobní asistentkou. Juliane se s Richterem sblíží. Ve společnosti se děje něco nekalého a navíc je sekretářka Zimmermannová nemocnici, Juliane začne tedy pátrat na vlastní pěst, co se děje. Díky přístupu k elektronické poště objeví nekalé praktiky svých kolegů a tím společnost zachrání. Philip Richter jí ale vyčte, že četla osobní korespondenci, takže Juliane raději ze společnosti odejde a přitom Richterovi vyčte, že se chová nelidsky, protože jinak by sekretářku Zimmermannovou z nemocnice vyzvedl osobně. Richter to nakonec udělá.
Po nějaké době Juliane vydá knihu a pořádá autogramiádu. Na tu přijde i Philip Richter a pozve Juliane na kávu. Rád by, aby se Juliane vrátila na místo jeho asistentky, ale je přesvědčen, že jako autorka knihy už to nemá za potřebí. Juliane ale prozradí, že to tak není. Philip Richter se Juliane přizná, že jí má rád, ale nakonec je to sama Juliane, kdo Philipa Richtera přesvědčí, aby ji konečně políbil.

## Obsazení
| Henriette Richter-Röhl | Juliane 'Jule' Engelhardtová |
| Andreas Pietschmann    | doktor Philip Richter        |
| Eleonore Weisgerber    | Annedore Zimmermannová       |
| Heidelinde Weis        | Frieda Winterová             |
| Ivonne Schönherr       | Kim Kernerová                |
| Andreas Günther        | Jens Hellmann                |
| Elzemarieke de Vos     | Biene Bimsteinová            |
| Gregor Bloéb           | Ascan Borg                   |
| Thomas Balou Martin    | Earl G. Kennel               |
| Beate Maes             | Elke Richterová              |
| Nicolas Rattunde       | Malte Richter                |
| Nils Buschmann         | recepční Frank               |

### Nezmínění v titulcích
Následující herci nejsou zmínění v titulcích:
| Ralf Tempel | generální ředitel |